# Frans van der Lugt
Frans van der Lugt, SJ (10. dubna 1938, Haag, Nizozemsko – 7. dubna 2014, Homs, Sýrie) byl jezuitský kněz nizozemského původu, který žil téměř 50 let v Sýrii. Považoval ji za svůj domov, a tak v ní zůstával i navzdory probíhající občanské válce. Ve městě Homs se snažil pomáhat nejchudším, ať byli křesťané nebo muslimové. V dubnu 2014 byl zavražděn neznámými muži.

## Životopis
Narodil se do rodiny bankéře. Stal se psychoterapeutem. Na Blízký východ odjel v 60. letech, kde se připojil k jezuitům. Dva roky studoval arabštinu v Libanonu, poté odcestoval do Sýrie. V roce 1980 zde založil farmu. Poslední léta strávil v Homsu, kde pracoval v místním klášteře a věnoval se pomoci potřebným.
Počátkem roku 2014 se snažil na několika videích na kanálu YouTube upozornit na humanitární krizi v obleženém městě. Přes nebezpečnou situaci odmítal odejít, neboť se cítil být „pastýřem svého stáda“. V centru města tak zřejmě zůstal jako poslední Evropan.
| „                    | Stojím v čele kláštera, jak bych mohl odejít? Copak tady mohu nechat křesťany, to není možné... Syřané mi toho mnoho dali, nemohu je opustit. Když teď trpí, musím s nimi sdílet jejich bolest i obtíže. | “ |
| — Frans van der Lugt | |   |

Dne 7. dubna 2014 byl zavražděn neznámými muži, tři dny před svými 76. narozeninami.